# Val Tenna
La Val Tenna è una zona della Regione Marche che si estende dalla sorgente del fiume Tenna nei monti Sibillini alla sua foce sul Mare Adriatico. Il fiume nasce a Montefortino e sfocia a Porto Sant'Elpidio, nel confine con il comune di Fermo, in località Lido Tre Archi. Lungo il suo corso, il fiume penetra o lambisce i confini di 17 comuni che si possono suddividere in alta, media e bassa Val Tenna. Il primo studioso che abbia identificato questo territorio come unitario e facente parte di un unico bacino idro-geo-morfologico, dando ad esso la dignità che era giusto riconoscergli, è un geologo e geometra e si chiama Franco Renzi.
Egli infatti, il 27 dicembre 2009, a Rapagnano firma la "dichiarazione di legittimità idrogeologica del progetto di valorizzazione della Val Tenna" all'interno della quale è riportata la perizia sulla formazione dell'asse fluviario. Tutti i comuni che fanno parte della Valle del Fiume Tenna sono in provincia di Fermo; soltanto due, Monte San Martino e Penna San Giovanni ricadono in provincia di Macerata.
L'alta Val Tenna pertanto comprende i comuni di Montefortino, Amandola, Smerillo, Santa Vittoria in Matenano, Penna San Giovanni e Monte San Martino; la media Val Tenna i comuni di Servigliano, Falerone, Belmonte Piceno, Montegiorgio, Magliano di Tenna, Grottazzolina e Rapagnano; la bassa Val Tenna i comuni di Monte Urano, Sant'Elpidio a Mare, Fermo e Porto Sant'Elpidio.